# Breaking My Heart
"Breaking My Heart" é uma canção do cantor e influencer faroense Reiley, lançada a 19 de janeiro de 2023. A música representou a Dinamarca no Festival Eurovisão da Canção de 2023 após vencer o Dansk Melodi Grand Prix 2023, a seleção nacional dinamarquesa para o festival europeu daquele ano.  

## Festival Eurovisão da Canção
A 31 de janeiro de 2023, foi realizado o sorteio que colocou cada país em uma das duas semifinais, bem como em qual metade do show eles apresentariam-se. A Dinamarca foi classificada para a 2.ª semifinal, a ser realizada a 11 de maio de 2023, e apresentou-se na primeira metade do show. A Dinamarca recebeu apenas 6 pontos, todos do público da Islândia, e não avançou para a Grande Final, sendo este o seu pior resultado até o momento na competição, numa semifinal.